# 同奈白甲魚
同奈白甲魚（学名：Onychostoma dongnaiense）為輻鰭魚綱鯉形目鲤科白甲魚屬的其中一種。分布於亞洲越南Dong Nai中部流域，體長可達2公分，棲息在水質清澈，沙質或岩石底質的河川底中層水域，以附著藻類及有機碎屑為食，生活習性不明。

## 扩展阅读
維基物種上的相關：同奈白甲魚